# لینا لا بیانکا
لینا لا بیانکا (انگلیسی: Leena La Bianca؛ زاده ۵ ژانویهٔ ۱۹۶۹)، بازیگر پورنوگرافی پیشین آمریکایی است.

## جوایز
- جایزه ای‌وی‌ان - بهترین بازیگر زن (۱۹۹۴)
- جایزه ایکس‌آرسی‌او - بهترین بازیگر نقش اول زن (۱۹۹۴)
- جایزه ای‌وی‌ان - بهترین صحنه سکس گروهی (۱۹۹۵)
- جایزه ایکس‌آرسی‌او - مجری زن سال (۱۹۹۵)
- جایزه هواداران سرگرمی‌های رده بزرگسالان - بازیگر زن مورد علاقه هواداران (۱۹۹۵)
- عضویت در تالار افتخارات ایکس‌آرسی‌او (۲۰۰۹)